# Боян Панайотов
Боян Панайотов е български революционер, деец на Вътрешната македоно-одринска революционна организация.

## Биография
Боян Панайотов е роден през 1883 година в София, Княжество България. Остава кръгъл сирак от малък. В гимназията се сближава с революционни кръгове и след Илинденско-Преображенското въстание решава да замине за Македония, за да подпомогне борбата на македонските българи за освобождение. Става един от първите терористи на ВМОРО. Установява се първо в Скопие, а после в Битоля.
През 1906 година левантинецът английски поданик Филип Вилс, на служба у гръцката пропаганда, се укрива в Петричките колиби, Ресенско, и пише писмо до битолския английски консул Джеймс Хенри Монахан, в което твърди, че е отвлечен от Ресенската българска чета, и че тя иска за него откуп от 5000 турски лири. Вилс с тази измама е стреми да финансира гръцкия комитет и да дискредитира българската организация в очите на международното обществено мнение. Ресенският окръжен войвода Дякон Евстатий и членът на окръжния комитет в Битоля Милан Матов започват издирване на Вилс, който като вижда, че обръчът около него се затяга, се явява пред английския консул в Битоля Джеймс Хенри Монахан, но той го изгонва. ВМОРО установява, че Вилс е подпомаган от ресенския влах Коста Ставрев Нанчов, който е оръдие на сръбската пропаганда. Панайотов се наема със задачата да убие Нанчов, за да се унищожи гнездото на сърбизма в Ресен изначало. Боян Панайотов извършва задачата посред бял ден в Ресен и обграден се самоубива, за да не попадне в плен на турците.
Стефан Аврамов наричан Панайотов:
| „ | единъ отъ предтечитѣ на революционния тероризъмъ, който винаги се явяваше като Дамоклиевъ мечъ пред очитѣ на продажницитѣ. | “ |